# Daniil Cyplakov
Daniil Aleksandrovič Cyplakov (in russo Даниил Александрович Цыплаков?; Komsomol'sk-na-Amure, 29 luglio 1992) è un altista russo.

## Biografia
La sua prima partecipazione a un campionato internazionale risale al 2009, quando a Bressanone prese parte ai campionati del mondo allievi di atletica leggera conquistando la medaglia di bronzo.
A livello assoluto, nel 2014 ha preso parte ai mondiali indoor e agli europei, classificandosi quinto in entrambe le occasioni.
Nel 2015 ha partecipato ai campionati europei di atletica leggera indoor di Praga conquistando il titolo europeo; ha preso parte anche alle Universiadi di Gwangju, in Corea del Sud: anche in questo caso ha vinto la medaglia d'oro.

## Progressione

### Salto in alto
| Stagione | Risultato | Luogo     | Data      | Rank. Mond. |
| -------- | --------- | --------- | --------- | ----------- |
| 2015     | 2,33 m    | Čeboksary | 20-6-2015 | 9º          |
| 2014     | 2,33 m    | Saransk   | 3-8-2014  | 10º         |
| 2013     | 2,30 m    | Losanna   | 4-7-2013  | 21º         |
| 2013     | 2,30 m    | Čeboksary | 26-6-2013 | 21º         |
| 2012     | 2,31 m    | Čeboksary | 57-2012   | 12º         |
| 2011     | 2,26 m    | Čeboksary | 3-7-2011  | 47º         |
| 2010     | 2,21 m    | Čeboksary | 20-6-2010 | 101º        |
| 2009     | 2,21 m    | Tampere   | 23-7-2009 | 103º        |
| 2008     | 2,11 m    | Vladimir  | 28-6-2008 | -           |

## Palmarès
| Anno | Manifestazione    | Sede       | Evento        | Risultato      | Prestazione | Note |
| ---- | ----------------- | ---------- | ------------- | -------------- | ----------- | ---- |
| 2009 | Mondiali allievi  | Bressanone | Salto in alto | Bronzo         | 2,17 m      |      |
| 2010 | Mondiali juniores | Moncton    | Salto in alto | Qualificazione | 2,05 m      |      |
| 2011 | Europei juniores  | Tallinn    | Salto in alto | 4º             | 2,23 m      |      |
| 2013 | Europei under 23  | Tampere    | Salto in alto | Argento        | 2,28 m      |      |
| 2014 | Mondiali indoor   | Sopot      | Salto in alto | 5º             | 2,32 m      |      |
| 2014 | Europei           | Zurigo     | Salto in alto | 5º             | 2,26 m      |      |
| 2015 | Europei indoor    | Praga      | Salto in alto | Oro            | 2,31 m      | =    |
| 2015 | Universiadi       | Gwangju    | Salto in alto | Oro            | 2,31 m      |      |
| 2015 | Mondiali          | Pechino    | Salto in alto | 5º             | 2,29 m      |      |

## Altre competizioni internazionali
2015
- Campionati europei a squadre di atletica leggera ( Čeboksary)